# Imiesłów przymiotnikowy bierny
Uzasadnienie:  ten artykuł powtarza informacje zawarte w artykule Imiesłów

Imiesłów przymiotnikowy przeszły bierny – część mowy, imiesłów odnoszący się do przedmiotu czynności.
W języku polskim imiesłów przymiotnikowy przeszły bierny jest tworzony poprzez dodanie przyrostka -ny, -ony (także -’ony ← -’eny), -ty do tematu czasu przeszłego danego czasownika (np. pisać → pisa-ć → pisa-ny, zrobić → zrobi-ć → zrobi-ony, nieść → niós-ł (← nies-ł) → nies-’ony → niesiony). Podobnie jak przymiotnik, odmienia się przez liczby, przypadki i rodzaje. W przeciwieństwie do przymiotnika nie odmienia się przez stopnie. Czasowniki z bezokolicznikiem zakończonym na -nąć (np. spuchnąć, zdmuchnąć) mają w imiesłowie przymiotnikowym biernym cechę -nię, do której dodawana jest charakterystyczna cząstka -ty (spuchnięty, zdmuchnięty).